# Gelso monumentale della Villa Schira Corneliani
Il gelso monumentale della Villa Schira Corneliani è un albero monumentale situato nel cortile della Cittadella della Cultura di Agrate Brianza. Gli vengono attribuiti quattrocento anni d'età. È tra i più grandi gelsi della Brianza.

## Descrizione
Esemplare monocormico con notevole estensione dei rami, si trova al centro della corte rustica della Villa Schira, Corneliani di Agrate Brianza (sec. XVI - sec. XVII). Ha una circonferenza a petto d'uomo di 380 cm, l’altezza è di 12 m con altezza del primo palco a 2 m. Il diametro medio della chioma è di 13 m e la forma è a vaso. 

## Storia
L'albero è testimonianza della tradizionale attività di allevamento di bachi da seta cui la villa era dedicata. Nelle vicinanze si possono individuare i resti di un'antica fontana, forse risalente alla fine del XV secolo, destinata allo spurgo dei bozzoli.
Segnalato nel gennaio 2023 al competente ufficio regionale, nel febbraio del 2024 è risultato meritevole di essere inserito nell'elenco regionale degli alberi monumentali per i criteri di età-dimensioni e forma-portamento ai sensi dell'art. 5 del decreto interministeriale 23 ottobre 2014 "Istituzione dell'elenco degli alberi monumentali d'Italia e principi e criteri direttivi per il loro censimento". 
È stato ufficialmente inserito negli alberi monumentali d'Italia con il settimo aggiornamento dell'elenco nazionale degli Alberi Monumentali del novembre 2024 con codice identificativo 01/A087/MB/03. L'albero è quindi salvaguardato ai sensi dell'art. 9 del decreto interministeriale del 23 ottobre 2014. 